# Menesida
Menesida is een kevergeslacht uit de familie van de boktorren (Cerambycidae). De wetenschappelijke naam van het geslacht werd voor het eerst geldig gepubliceerd in 1907 door Gahan.

## Soorten
Menesida omvat de volgende soorten:
- Menesida atricolor (Pic, 1925)
- Menesida bankaensis Breuning, 1951
- Menesida bicoloripes (Pic, 1925)
- Menesida carinifrons Aurivillius, 1922
- Menesida flavipennis Breuning, 1954
- Menesida fuscicornis Breuning, 1950
- Menesida fuscipennis Breuning, 1954
- Menesida marginalis Gahan, 1907
- Menesida nigripes Breuning, 1954
- Menesida nigrita Gahan, 1907
- Menesida planifrons Tippmann, 1951
- Menesida rufula Breuning, 1954
- Menesida testaceipennis (Pic, 1922)
- Menesida yoshikawai Breuning & Chûjô, 1968